# Mullan
Mullan – miasto w Stanach Zjednoczonych, w stanie Idaho, w hrabstwie Shoshone.